# Mistrzostwa Europy w Szermierce 2022
Mistrzostwa Europy w Szermierce 2022 – 35. edycja zawodów tego cyklu, która odbyła się w dniach 17-22 czerwca 2022 roku w tureckiej Antalyi.

## Klasyfikacja medalowa
| Lp. | Państwo     | złoto | srebro | brąz | Razem |
| --- | ----------- | ----- | ------ | ---- | ----- |
| 1   | Włochy      | 4     | 7      | 3    | 14    |
| 2   | Francja     | 3     | 2      | 6    | 11    |
| 3   | Ukraina     | 1     | 1      | 2    | 4     |
| 4   | Niemcy      | 1     | 0      | 1    | 2     |
| 5   | Azerbejdżan | 1     | 0      | 0    | 1     |
| 5   | Gruzja      | 1     | 0      | 0    | 1     |
| 5   | Węgry       | 1     | 0      | 0    | 1     |
| 8   | Izrael      | 0     | 1      | 0    | 1     |
| 8   | Holandia    | 0     | 1      | 0    | 1     |
| 10  | Polska      | 0     | 0      | 3    | 3     |
| 11  | Szwajcaria  | 0     | 0      | 2    | 2     |
| 12  | Turcja      | 0     | 0      | 1    | 1     |

## Medaliści

### Mężczyźni
| Złoto                                                                              | Srebro                                                                            | Brąz                                                                           | Źródło |
| Floret                                                                             |                                                                                   |                                                                                |        |
| Daniele Garozzo                                                                    | Tommaso Marini                                                                    | Giorgio Avola Maximilien Chastanet                                             | [ 1 ]  |
| Włochy · Guillaume Bianchi · Alessio Foconi · Daniele Garozzo · Tommaso Marini     | Francja · Maximilien Chastanet · Alexandre Ediri · Pierre Loisel · Alexandre Sido | Polska · Leszek Rajski · Andrzej Rządkowski · Michał Siess · Adrian Wojtkowiak | [ 2 ]  |
| Szpada                                                                             |                                                                                   |                                                                                |        |
| Yannick Borel                                                                      | Tristan Tulen                                                                     | Alexis Bayard Max Heinzer                                                      | [ 3 ]  |
| Włochy · Gabriele Cimini · Davide Di Veroli · Andrea Santarelli · Federico Vismara | Izrael · Grigori Beskin · Yonatan Cohen · Yuval Freilich · Ido Harper             | Francja · Alexandre Bardenet · Yannick Borel · Romain Cannone · Alex Fava      | [ 4 ]  |
| Szabla                                                                             |                                                                                   |                                                                                |        |
| Sandro Bazadze                                                                     | Luca Curatoli                                                                     | Eliott Bibi Boladé Apithy                                                      | [ 5 ]  |
| Węgry · Tamás Decsi · Csanád Gémesi · András Szatmári · Áron Szilágyi              | Ukraina · Wasyl Humen · Bohdan Płatonow · Jurij Cap · Andrij Jahodka              | Turcja · Muhammed Anasız · Tolga Aslan · Kerem Çağlayan · Enver Yıldırım       | [ 6 ]  |

### Kobiety
| Złoto                                                                                 | Srebro                                                                            | Brąz                                                                        | Źródło |
| Floret                                                                                |                                                                                   |                                                                             |        |
| Leonie Ebert                                                                          | Arianna Errigo                                                                    | Alice Volpi Ysaora Thibus                                                   | [ 7 ]  |
| Włochy · Arianna Errigo · Martina Favaretto · Francesca Palumbo · Alice Volpi         | Francja · Anita Blaze · Solène Butruille · Pauline Ranvier · Ysaora Thibus        | Niemcy · Leandra Behr · Leonie Ebert · Kim Kirschen · Anne Sauer            | [ 8 ]  |
| Szpada                                                                                |                                                                                   |                                                                             |        |
| Włada Charkowa                                                                        | Rossella Fiamingo                                                                 | Mara Navarria Martyna Swatowska-Wenglarczyk                                 | [ 9 ]  |
| Francja · Marie-Florence Candassamy · Auriane Mallo · Lauren Rembi · Coraline Vitalis | Włochy · Rossella Fiamingo · Federica Isola · Mara Navarria · Alberta Santuccio   | Ukraina · Julija Swystil · Jana Szemiakina · Inna Browko · Włada Charkowa   | [ 10 ] |
| Szabla                                                                                |                                                                                   |                                                                             |        |
| Anna Baszta                                                                           | Rossella Gregorio                                                                 | Zuzanna Cieślar Sara Balzer                                                 | [ 11 ] |
| Francja · Sara Balzer · Sarah Noutcha · Caroline Queroli · Malina Vongsavady          | Włochy · Michela Battiston · Martina Criscio · Rossella Gregorio · Eloisa Passaro | Ukraina · Julija Bakastowa · Olha Charłan · Ołena Krawaćka · Ołena Woronina | [ 12 ] |